# Niebyłów
Niebyłów (ukr. Небилів) – wieś na Ukrainie w rejonie rożniatowskim obwodu iwanofrankiwskiego; nad Łomnicą.
W latach 1941–1944 wieś była siedzibą gminy Niebyłów.